# Wrecked
Wrecked è un film del 2010 diretto da Michael Greenspan, interpretato e prodotto da Adrien Brody.

## Trama
Un uomo ferito si sveglia all'interno di un'automobile completamente distrutta in mezzo ad una foresta, con un altro uomo sul sedile posteriore e un altro fuori dalla macchina a pochi metri di distanza, entrambi morti. Non ricorda il proprio nome e non sa cosa abbia fatto, né perché l'auto si trovi lì in mezzo.
L'uomo, tumefatto in volto e con una gamba dolorante bloccata sotto il cruscotto dell'auto, trascorre alcuni primi giorni all'interno del veicolo, con difficoltà e rabbia per l'impossibilità di salvarsi, senza cibo né acqua, non riuscendo ad aprire le portiere distrutte dell'automobile. Inizia così ad avere le prime allucinazioni, con la visione di una giovane donna dai tratti familiari che sembra inizialmente dargli aiuto.
Mentre cerca di divincolarsi, ancora una volta senza successo, e di raccogliere alcune piccole cose all'interno dell'abitacolo, trova due tessere di identificazione con nomi a lui sconosciuti, e in seguito una pistola carica sotto il sedile.
Dopo altre due notti e due giorni trascorsi bloccato nella vettura, si rende conto di un altro pericolo imminente che lo insidia: un grosso puma 
Dopo aver sentito, dall'autoradio ancora funzionante, alcune notizie di cronaca circa una rapina in banca con omicidio, effettuata da tre uomini armati, si convince definitivamente che per sopravvivere deve abbandonare in tutti i modi il veicolo ed andarsene quanto prima: riesce così, con alcuni piccoli strumenti di fortuna recuperati all'interno dell'auto, a forzare la portiera ed uscire finalmente dal veicolo distrutto. Una volta fuori realizza però che le sue gambe, in particolare la destra, sono gravemente ferite, tanto che appena liberatosi dall'incastro perde momentaneamente i sensi a causa del dolore.
Appena ripresosi si trascina con fatica verso il bagagliaio dell'auto, dove trova delle borse piene di pacchetti di denaro... Incomincia così a sospettare una terribile spiegazione della situazione, ma ancora non ricorda nulla di quanto è successo.
Aiutato dall'improvvisa apparizione di un cane, che sembra conoscerlo e lo stimola a muoversi, senza l'utilizzo delle gambe inizia a strisciare tra rovi e cespugli cercando di allontanarsi il più possibile da quel luogo, alla ricerca di un cenno di vita. Dopo altri giorni in cui vaga per il bosco, già stremato dalle difficoltà fisiche, e mantenuto in vita grazie all'essersi dissetato in un grande fiume impetuoso incontrato casualmente e insperatamente (dove però subito dopo rischia di annegare travolto dalle rapide), le allucinazioni si moltiplicano. In queste continua a vedere la giovane donna che però non si avvicina più e sembra avere uno sguardo ostile nei suoi confronti, finché alla sua ultima apparizione, quando dopo tanto vagare l'uomo si ritrova incredulo di nuovo nei pressi dell'auto, quindi al punto di partenza e in preda alla disperazione, realizza, con un vago barlume di lucidità, l'essenza irreale della donna, ma, complice anche la frustrazione, riesce ad un certo punto ad agguantarla e dopo una breve lotta la uccide. Queste allucinazioni lo inducono sempre di più a convincersi della dolorosa ricostruzione più plausibile, nella quale lui è uno dei rapinatori assassini in fuga dopo il colpo.
Nelle soste per la fatica e lo sconforto, incominciano anche a manifestarsi nella sua memoria alcuni flashback che mostrano immagini confuse, nelle quali vede se stesso e la ragazza, e due uomini che però non conosce (uno è quello morto ritrovato nell'auto) e dove sembra realmente essere stato lui il terzo rapinatore e la donna una vittima innocente.
Ormai disperato e completamente debilitato, dopo diversi giorni a nutrirsi anche di vermi e a dissetarsi con l'acqua piovana, si fa comunque coraggio e nonostante le mani rovinate e le gambe doloranti, continua ancora la disperata ricerca di una via di comunicazione (una strada o un corso d'acqua) per entrare in contatto con qualcuno che lo possa salvare. Nei suoi spostamenti senza un'idea chiara di dove stia andando, per ripararsi dalla pioggia incessante di una notte, si rifugia in quella che realizza essere la tana del felino che l'aveva minacciato qualche giorno prima. Grazie alla torcia che aveva trovato in auto, e alla pistola da cui si sente protetto, vede infatti in fondo alla piccola caverna i resti divorati e smembrati del cadavere che il predatore aveva precedentemente trafugato, e poco vicino trova un telefono cellulare al cui cadavere probabilmente apparteneva. Ma dopo un iniziale enorme entusiasmo, si rende conto che purtroppo il telefono non ha campo e perciò risulta inutile.
Il giorno dopo, ormai allo stremo delle forze e abbandonata ogni speranza, in un ultimo sussulto del suo istinto di sopravvivenza, e richiamato dal cane che abbaia, riapre gli occhi e vede in alto alla salita nel bosco, un cartello stradale. Raccoglie quindi gli ultimi disperati e infinitesimi rivoli di forza per raggiungere il cartello e la strada su cui è posizionato. Stremato dall'enorme fatica si abbandona sul ciglio della strada, ma quando si risveglia, con il sospetto di qualche pericolo imminente, scorge poco lontano sull'altro ciglio della strada un altro cadavere. Si avvicina quindi e vede che sul corpo, ormai in stato di decomposizione, è legata a tracolla una borsa come quella ritrovata in macchina, e guardando il volto sfigurato i flashback nella sua memoria incominciano ad unirsi in un nuovo quadro completamente diverso da quello che ormai pensava certo.
Ricorda, ora sempre più chiaramente, che la donna delle allucinazioni era la sua ragazza, con la quale aveva litigato poco prima di trovarsi casualmente coinvolto nella rapina, sequestrato come ostaggio dai tre banditi che, usciti dalla banca con le borse piene di denaro, sparano alla guardia giurata e fuggono precipitosamente. In seguito, ormai già arrivati su quella strada sperduta di montagna, mentre in macchina i tre banditi discutono animatamente per l'esito nefasto del colpo, con un gesto improvviso afferra il volante e fa uscire di strada l'auto. Si salverà soltanto lui in quanto era l'unico ad aver indossato poco prima la cintura di sicurezza.
Non ha ancora finito di chiarirsi le idee quando improvvisamente sbuca dall'altra parte della strada il puma, che si dirige minacciosamente verso di lui. In preda al terrore riesce a spostarsi affannosamente sul ciglio della strada, e mentre il felino gli si avvicina, riesce a spingere verso di lui il cadavere, con il quale la belva si accontenta e fugge trascinandolo con sé.
A questo punto, sollevato dall'ennesimo pericolo scampato, prova di nuovo il telefono, e accorgendosi di avere finalmente campo, chiama il numero di emergenza. Arriva quindi un ranger del parco a soccorrerlo, e, una volta rasserenatosi e aiutato a salire faticosamente sul fuoristrada, chiede al ranger di caricare anche il suo cane... Il ranger fa un breve giro attorno all'auto, ma poi risale e mentre si avvia verso la città gli dice che non ha avvistato nessun cane.

## Distribuzione
Il film è stato presentato in anteprima il 15 ottobre 2010 al Festival internazionale del cinema di Abu Dhabi, successivamente il 4 dicembre 2010 in Canada al Whistler Film Festival.
La distribuzione della pellicola è avvenuta il 1º aprile 2011 negli Stati Uniti; in Italia, dopo l'anteprima al Torino Film Festival 2011, è uscito direttamente in DVD il 4 luglio 2012.